# Colletes albohirtus
Colletes albohirtus är en biart som beskrevs av Cockerell 1946. Colletes albohirtus ingår i släktet sidenbin, och familjen korttungebin. Inga underarter finns listade i Catalogue of Life.